# 張鍵 (正德進士)
張鍵（1477年—1522年），字君重，山西石州人，軍籍，明朝政治人物。

## 生平
治《易經》，由州學生中式正德二年（1507年）山西鄉試第二十一名舉人，年三十二歲中式正德三年（1508年）戊辰科會試第二年一十六名，第二甲第六十名進士，授南京户部主事。因忤逆刘瑾，被逮捕至京师，降为卫辉府通判，为官廉政。后刘瑾被诛杀，恢复官职为户部主事，督储天津，并抵御寇乱。升管粮郎中，督饷陕西，累官开封府知府。

## 家族
曾祖张厚。祖张文信，義官。父张岌，主簿。母于氏。严侍下，兄錫（義官）、鉞、锭、鐩、弟鋋。